# جکسون‌ویل (جورجیا)
جکسون‌ویل (به انگلیسی: Jacksonville) یک منطقهٔ مسکونی در ایالات متحده آمریکا است که در شهرستان تلفر، جورجیا واقع شده‌است. جکسون‌ویل ۲٫۸۹ کیلومتر مربع مساحت و ۱۱۱ نفر جمعیت دارد و ۶۳ متر بالاتر از سطح دریا واقع شده‌است.